# Raymore
Raymore ist eine Stadt im Clay County des US-Bundesstaates Missouri und liegt in der Metropolregion Kansas City. Das U.S. Census Bureau hat bei der Volkszählung 2020 eine Einwohnerzahl von 22.941 ermittelt. 

## Demografie
Nach einer Schätzung von 2019 leben in Raymore 22.194 Menschen. Die Bevölkerung teilt sich im selben Jahr auf in 84,2 % Weiße, 10,3 % Afroamerikaner, 0,6 % amerikanische Ureinwohner, 1,6 % Asiaten, 0,2 % Ozeanier und 2,4 % mit zwei oder mehr Ethnizitäten. Hispanics oder Latinos aller Ethnien machten 4,7 % der Bevölkerung aus. Das mittlere Haushaltseinkommen lag bei 84.697 US-Dollar und die Armutsquote bei 4,6 %.
| Jahr | Einwohner¹ |
| ---- | ---------- |
| 1950 | 208        |
| 1960 | 268        |
| 1970 | 587        |
| 1980 | 3.154      |
| 1990 | 5.592      |
| 2000 | 11.146     |
| 2010 | 19.206     |
| 2020 | 22.941     |

¹ 1950 – 2020: Volkszählungsergebnisse